# 컵헤드 쇼!
컵헤드 쇼!(The Cuphead Show!)는 2022년 2월 18일에 넷플릭스에서 최초로 공개하였고, 대한민국에서도 최초로 공개하였다.